# Johan et Pirlouit
Johan e Peewit (título original em francês, Johan et Pirlouit) é uma série de história em quadrinhos franco-belga criada pelo belga Pierre Culliford, também conhecido por Peyo. A primeira história em quadrinho da série, com o nome de Le Châtiment de Basenhau, foi publicado pela primeira vez em 11 de setembro de 1952 no Jornal Spirou.
A história localiza-se na era medieval e seu enredo emprega elementos de aventura e de espada e feitiçaria. Os protagonistas são Johan, um cavaleiro corajoso e valente, e Peewit, o escudeiro de Johan e músico desafinado, que combatem as injustiças.
Na história em quadrinho La Flûte à six trous, aparecem pela primeira vez os personagens Smurfs, no qual faz papel de coadjuvantes, ajudando os protagonistas a recriarem uma flauta que possui como poder mágico fazer as pessoas dançarem. A aprovação dos leitores das novas personagens fez de que as novas personagens continuassem a aparecer em uma série própria denominada Les Schtroumpfs. O grande sucesso que adquiriu "Os Schtroumpfs", entretanto, fez que "Johan e Peewit" fosse cada vez menos dedicada e que os protagonistas fossem dando lugar às novas criaturas.

## Obras derivadas

### Histórias em quadrinhos
- 1959: Les Schtroumpfs, uma série de quadrinhos que Peyo criou como resultado da mania causada pelo aparecimento desses duendes azuis no álbum La Flûte à six schtroumpfs.
- 1968 : Magicae Formulae, um comercial para o sabão em pó OMO no formato de uma página de quadrinhos que caracteriza Pirlouit, publicada na revista Tintin em 14 de maio de 1968.[6]

### Filme de animação
- 1976: La Flûte à six schtroumpfs, adaptação pelos estúdios Belvision do nono álbum da série, que corresponde à primeira aparição dos Schtroumpfs.

adaptação

### Séries de animação
- 1981: The Smurfs

Desenho animado com 427 episódios de 26 minutos, produzidos pelo Hanna-Barbera Productions.
- 1982: Johan e Pirlouit

Nos Estados Unidos, os episódios foram ao ar durante as temporadas 2 e 3 de Smurfs, sem alteração de título. Na França, a série foi apresentada como uma série independente. Há um total de 16 episódios exibidos sob o título Johan and Pirlouit, também produzido pela Hanna-Barbera Productions.